# Distemonanthus
Distemonanthus é um género botânico pertencente à família Fabaceae.